# Uréilite
Les uréilites sont un type rare de météorite pierreuse qui a une composition minéralogique particulière, très différente de celle des autres météorites pierreuses. 
Ce type de météorite gris foncé ou brunâtre est nommé d'après le village de Novy Oureï (en cyrillique : Новый Урей), république de Mordovie en Russie, où une météorite de ce type chuta le 4 septembre 1886. Les uréilites notables sont celles de Novo Urei et de Goalpara, également nommée d'après la ville où elle tomba (Goalpara, Assam en Inde). Le 7 octobre 2008, le petit astéroïde 2008 TC3 entra dans l'atmosphère terrestre et se fragmenta à une altitude estimée à 37 km au-dessus du désert de Nubie au Soudan. Des fragments de cet astéroïde furent trouvés au mois de décembre suivant et identifiés comme de l'uréilite. 
Les scientifiques ont découvert des acides aminés, les briques de construction de la vie, dans cette météorite 2008 TC3, ce que personne n'attendait compte tenu des températures élevées atteintes lors de sa fragmentation, environ 1 000 °C.

## Composition
L'uréilite pourrait être définie comme une achondrite à olivine et pigeonite. En comparaison de la plupart des autres météorites, les uréilites ont souvent une teneur élevée en carbone (en moyenne 3 % en poids) sous forme de graphite et de nanodiamants[réf. incomplète],. Les diamants, qui font rarement plus de quelques micromètres de diamètre, sont probablement le résultat d'ondes de choc à haute pression produites par la collision du corps parent des uréilites avec d'autres astéroïdes.
Les uréilites peuvent être divisées en deux sous-catégories : monomicte et polymicte. Les uréilites monomictes sont à grains grossiers, l'olivine étant habituellement plus abondante que le pyroxène. Les uréilites polymictes sont un mélange de clastes de composition dissemblable. L'uréilite polymicte Almahata Sitta a la particularité de comporter des grains de plagioclase primaire.

## Origine
Inconnue. Certains groupes de météorites proviennent d'un seul objet (par exemple Mars, la Lune ou Vesta), mais le corps parent des uréilites n'a pas encore été découvert. Avant d'impacter la Terre, 2008 TC3 était classé comme astéroïde de type F.